# 246861 Johnelwell
246861 Johnelwell è un asteroide della fascia principale. Scoperto nel 2010, presenta un'orbita caratterizzata da un semiasse maggiore pari a 2,6856673 UA e da un'eccentricità di 0,1119621, inclinata di 10,30236° rispetto all'eclittica.
L'asteroide è dedicato a John Elwell, project manager per la strumentazione scientifica della sonda WISE.